# Oliba Cabreta
Pour les articles homonymes, voir Oliva.
Oliba Ier dit Cabreta est le quatrième fils de Miron II le Jeune, comte de Cerdagne, de Berga et de Besalú, et d'Ava de Carcassonne.
Il est né vers 920 et mort en 990 au Mont-Cassin.

## Évènements principaux
Après la mort de son frère aîné, Sunifred II, en 965, il devient comte de Cerdagne, qui comprend la suzeraineté sur la vicomté de Fenouillèdes.
Il ajoute à son domaine Berga et Ripoll. En 979, Oliba envahit les terres du comte Roger Ier de Carcassonne, peut-être en faisant valoir des droits en tant que descendant des anciens comtes de Carcassonne et Razès. Roger lui cède le Capcir. À la mort de son frère Miron III, en 984, il devient comte de Besalú.
Il a fait deux voyages à Rome. Le premier en 968, avec Garin, abbé de Saint-Michel de Cuxa, puis après s'être démis de ses titres en 988, avant de se retirer à l'abbaye du Mont-Cassin. L'historien Josep Maria Salrach pense que ce retrait est motivé par sa participation au meurtre de l'archevêque Aton en 971.
Il s'est marié avec Ermengarde, fille de Gausbert, comte du Roussillon et comte d'Empúries.

## Descendance
Ils ont eu cinq enfants :
- Bernard Taillefer (v.970-1020), le comté de Besalú de (988-1020) et Ripolll (1003-1020), Peypertuse, Vallespir, et la vicomté de Fenouillèdes ;
- Guifred II de Cerdagne (v.970-1049) reçoit le comté de Cerdagne (988-1035), Berga (1003-1035) Capcir, du Conflent, puis de Berga ;
- Oliva ou Oliba, comte de Berga puis Ripoll avant d'être élu abbé de Monastère de Ripoll et de Saint-Michel de Cuxa, évêque de Vic ou Vich ;
- Berenguer, évêque d'Elne ;
- Adélaïde.

Et une enfant illégitime : Ingilberga (976-1049), fille d'Oliba et d'Ingilberga, épouse d'Ermemi, viguier de Besora. Elle deviendra la dernière abbesse du monastère de Sant Joan de les Abadesses.